# Cédric Burdet
Cédric Burdet (Belley, 15 de noviembre de 1974) es un exbalonmanista francés que jugaba de lateral derecho. Fue uno de los componentes de la Selección de balonmano de Francia con la que disputó 227 partidos internacionales en los que ha anotó un total de 491 goles, debutando un junio de 1997  contra la  selección de Italia.
Anunció su retirada de la selección francesa una vez concluidos los Juegos Olímpicos de Pekín en los que había conseguido la medalla de oro marcando un total de 15 goles durante el mismo, siendo decisivo en la victoria de su equipo en semifinales contra Croacia y teniendo una destacada actuación nuevamente en la final en la que marcaría 4 goles. 
Tras abandonar el Montpellier al término de la temporada 2008/2009, club en el que el cual había conseguido sus mayores éxitos, jugaría su última temporada activa como jugador de balonmano profesional la jugó en el USAM Nîmes a las órdenes de Laurent Puigsegur, antiguo compañero suyo y amigo personal. 

## Equipos
- Chambéry Savoie Handball (-1995)
- Montpellier Agglomération Handball (1995-2003)
- VfL Gummersbach (2003-2006)
- Montpellier Agglomération Handball (2006-2009)
- USAM Nîmes (2009-2010)

## Palmarés
- Liga de Francia  1998, 1999, 2000, 2002, 2003, 2008, 2009
- Copa de Francia  1999, 2000, 2001, 2002, 2003, 2008, 2009
- Liga de Campeones  2003

- Copa de la Liga de Francia 2007, 2008

## Méritos y distinciones
- Mejor lateral derecho de la Liga francesa 1998, 2000
- Caballero de la Legión de Honor